# Ricarda Jacobi

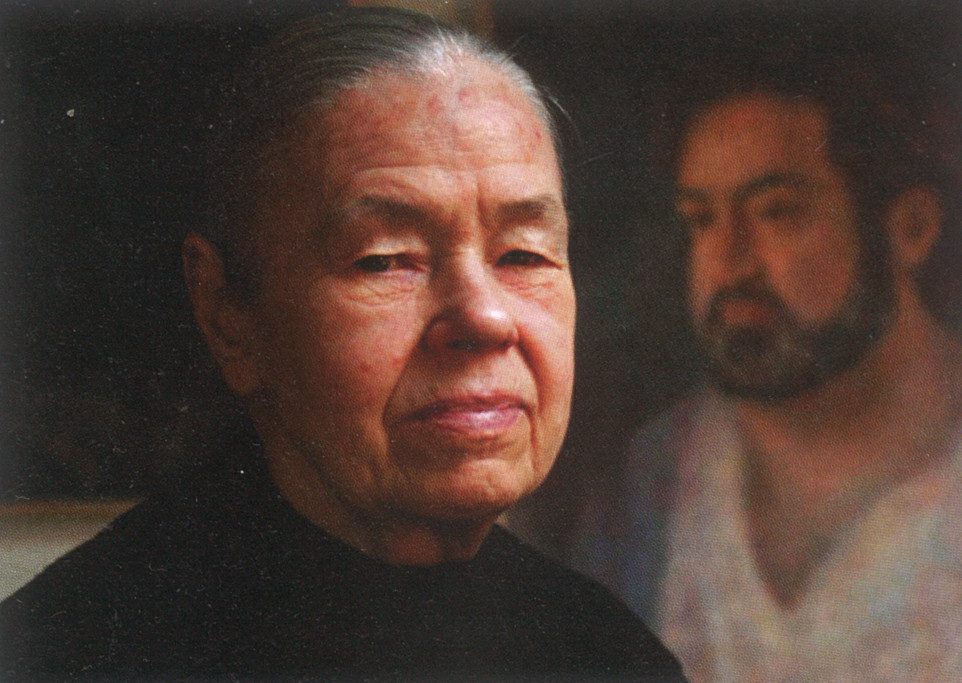
Ricarda Jacobi (2013)

Ricarda Jacobi (* 7. Juni 1923 in Braunschweig; † 23. Januar 2020 in Darmstadt) war eine deutsche Porträtmalerin.

## Leben
Ricarda Jacobi lebte seit 1953 in Darmstadt. Nach dem Abitur in Halle studierte sie 1942 bis 1944 an der Hochschule für Kunsterziehung in Berlin. Dort war einer ihrer Lehrer Willy Jaeckel, der zu den bedeutenden Vertretern des deutschen Expressionismus zählt. Anschließend studierte sie an der Akademie der Bildenden Künste München bei Julius Hess.
Von 1946 bis 1949 gehörte sie der Malklasse des bekannten Expressionisten Erwin Hahs an der Burg Giebichenstein, Halle, an. 1953 nahm sie erstmals an der von Oskar Kokoschka (1953–1957) neu gegründeten Internationalen Sommerakademie für Bildende Kunst Salzburg „Schule des Sehens“ mit außergewöhnlichen Erfolgen teil; weitere Aufenthalte an dieser Sommerakademie in den nächsten Jahren folgten. Oskar Kokoschka, mit dem die Künstlerin zeit seines Lebens verbunden blieb, wurde ihr zum prägenden Vorbild.
Ricarda Jacobi verstand sich in erster Linie als Porträtistin. Sie schuf ein umfangreiches Porträtwerk, u. a. etlicher prominenter Zeitgenossen wie bspw. im Jahr 1982 von dem Opernregisseur Harro Dicks und dem Dirigenten Karl Böhm. Auch Auftragsportraits wurden angefertigt, so die posthum gemalten Bildnisse der Frankfurter Oberbürgermeister Werner Bockelmann im Jahr 1969 und Prof. Dr. Willi Brundert im Jahr 1971. Obwohl auch Stillleben und Blumengemälde zu ihrem Œuvre gehören, lag der Schwerpunkt ihrer Malerei in der Suche nach dem Bild des Menschen. 
Ein seltenes Kunstwerk der Künstlerin im öffentlichen Raum findet sich in Gießen: dort wurde 1958 unter Anleitung des Künstlers Albin Sättler am Berthold-Martin-Haus ein 6,6 Meter hohes und 6 Meter breites Wandmosaik des Heiligen Franziskus nach einem Entwurf von ihr ausgeführt. Ein Teil des Nachlasses der Künstlerin befindet sich im Kunst Archiv Darmstadt.

## Ehrungen
- 1954 – Salzburger Kunstförderpreis
- 1957 – Kokoschka-Preis